# Jussy (Zwitserland)
Jussy is een gemeente en plaats in het Zwitserse kanton Genève.
Jussy telt 1204 inwoners.

## Geboren
- Gaspard Vallette (1865-1911), journalist, schrijver, redacteur en onderwijzer

Aire-la-Ville · Anières · Avully · Avusy · Bardonnex · Bellevue · Bernex · Carouge · Cartigny · Céligny · Chancy · Chêne-Bougeries · Chêne-Bourg · Choulex · Collex-Bossy · Collonge-Bellerive · Cologny · Confignon · Corsier · Dardagny · Genève · Genthod · Gy · Hermance · Jussy · Laconnex · Lancy · Le Grand-Saconnex · Meinier · Meyrin · Onex · Perly-Certoux · Plan-les-Ouates · Pregny-Chambésy · Presinge · Puplinge · Russin · Satigny · Soral · Thônex · Troinex · Vandœuvres · Vernier · Versoix · Veyrier
- Gemeinsame Normdatei: 4344388-6
- Historisch woordenboek van Zwitserland: 002908
- Library of Congress Control Number: nr96035829
- Nationale Bibliotheek van Israël: 987007540547205171
- Virtual International Authority File: 168485033
- WorldCat: E39PBJcBTKDbkr33qr6vjy9v73